# Chris Barber
Chris Barber, rodným jménem Donald Christopher Barber (17. dubna 1930, Welwyn Garden City – 2. března 2021), byl anglický pozounista. Studoval hudbu na Guildhall School of Music v Londýně a svou kariéru zahájil počátkem padesátých let. Od roku 1953 hrál v kapele s trumpetistou Kenem Colyerem a klarinetistou Montym Sunshinem. Více než padesát let spolupracoval s trumpetistou Patem Halcoxem, který z Barberovy kapely odešel v roce 2008. Během své kariéry spolupracoval i s dalšími hudebníky, mezi které patří například John Mayall nebo Lonnie Donegan.